# Hubert Dębski
Hubert Jacek Dębski – polski inżynier, profesor nauk inżynieryjno-technicznych.

## Życiorys
W 1990 r. ukończył studia mechaniczne na Politechnice Rzeszowskiej im. Ignacego Łukasiewicza, w 2003 r. obronił pracę doktorską pt. Stany pokrytycznej deformacji cienkościennych ustrojów nośnych usztywnionych profilami zamkniętymi z zastosowaniem w budowie maszyn, której promotorem był prof. Henryk Kopecki, w 2014 r. habilitował się na podstawie pracy zatytułowanej Badania numeryczne i doświadczalne stateczności i nośności kompozytowych słupów cienkościennych poddanych ściskaniu.  W 2020 r. uzyskał tytuł profesora nauk inżynieryjno-technicznych. 
Został pracownikiem naukowym na Politechnice Lubelskiej, oraz jest wiceprzewodniczącym i członkiem Komisji Nauk Inżynieryjno-Technicznych na  Oddziale Polskiej Akademii Nauk w Lublinie.
Należy do Rady Dyscyplin Naukowej – Inżynierii Mechanicznej PL.